# The Wrestling Album
The Wrestling Album ist eine 1985 von der World Wrestling Federation (WWF, heute: World Wrestling Entertainment) veröffentlichte Kompilation. Es handelte sich dabei um das erste Album der Wrestling-Promotion und entstand auf dem Höhepunkt der sogenannten „Rock 'n' Wrestling Connection“. Das Album wurde zunächst über Epic Records veröffentlicht und 1998 über Koch Records neu aufgelegt.

## Hintergrund
In den 1980ern versuchte die WWF eine Annäherung mit der MTV-Generation. Es kam zu wechselseitigen Gastauftritten. So spielte „Captain“ Lou Albano im Video zu Girls Just Wanna Have Fun Cyndi Laupers Vater. Dee Snider, NRBQ, Dick Clark und Little Richard schlossen sich im Anschluss mit Hulk Hogan zusammen, der gegen Roddy Piper um die Ehre von Lauper „kämpfte“. Auch traten bei Wrestlemania Gaststars wie Liberace, Muhammad Ali und Mr. T. Höhepunkt der Zusammenarbeit stellte das Musikalbum The Wrestling Album da, bei dem zahlreiche Wrestler als Sänger zu hören waren.
Die Produktion der einzelnen Songs übernahmen Rick Derringer, Dave Wolff, Jim Steinman und Mona Flambé. Derringer und Dave Wolff kamen beide durch ihr Engagement für Cindi Lauper zu dem Album. Wolff war es auch, der Vince McMahon eine Zusammenarbeit schmackhaft machte und der Derringer an Bord holte. Wolff kümmerte sich auch um den Labeldeal mit Epic Records.  Ein Großteil der Songs stammt aus der Zusammenarbeit mit Rick Derringer, der mit seiner Band Derringer unter anderem das berühmt gewordene Hulk-Hogan-Thema Real American beisteuerte. Tatsächlich hatten einige der vertretenen Wrestler auf dem Album auch eigenes musikalisches Talent und brachten eigene Ideen ein.
Durch das Album führten die damaligen Kommentatoren Vince McMahon (zugleich Besitzer der WWF), "Mean Gene" Okerlund und Jesse „the Body“ Ventura, die ihre Kommentare „in character“ (siehe Kayfabe) hinter jeden Song stellten.

## Schallplattencover
Das Cover stellte ein Gruppenbild des damaligen Rosters der WWF dar, das im Tonstudio Hit Factory in New York City aufgenommen wurde. Vertreten sind zahlreiche Wrestler, auch solche, die auf dem Album nicht zu hören sind.  Mittig im Vordergrund sind McMahon, Okerlund und Ventura zu sehen, etwas weiter dahinter Ringsprecher Howard Finkel. Zu sehen sind neben den am Album beteiligten auch Randy Savage zusammen mit seiner späteren Ehefrau Miss Elizabeth sowie Cindi Lauper, versteckt hinter einer schwarzen Perücke und mit einer Gitarre der Marke Rickenbacker. Der beim Gruppenbild fehlende Hulk Hogan wurde mit einem Porträtfoto hineingeschnitten.

## Titelliste
Die Zeiten beziehen sich auf die offiziellen Laufzeiten der CD-Version, darin enthalten sind die Spoken-Word-Kommentare.
| #  | Künstler                                          | Titel                                      | Texter                                    | Produzent                   | Länge |
| -- | ------------------------------------------------- | ------------------------------------------ | ----------------------------------------- | --------------------------- | ----- |
| 1  | The Wrestlers                                     | Land of a Thousand Dances ?!!?             | C. Kenner, A. F. Domino                   | Rick Derringer & Dave Wolff | 5:12  |
| 2  | Junkyard Dog                                      | Grab Them Cakes                            | D. Wolff, G. Pavlis, V. Taylor            | Dave Wolff, Rick Derringer  | 4:11  |
| 3  | Derringer                                         | Real American (Windham & Rotundo’s Theme)  | B. Kinney, R. Derringer                   | Dave Wolff, Rick Derringer  | 3:48  |
| 4  | Jimmy Hart                                        | Eat Your Hart Out, Rick Springfield        | J. Hart                                   | Dave Wolff, Rick Derringer  | 3:39  |
| 5  | Captain Lou Albano und George „the Animal“ Steele | Captain Lou’s History of Music/Captain Lou | C. Lauper, D. Wolff/A. Anderson, T. Adams | Mona Flambé                 | 4:18  |
| 6  | WWF All Stars                                     | Hulk Hogan’s Theme                         | J. Steinman                               | Jim Steinman                | 4:30  |
| 7  | Rowdy Roddy Piper                                 | For Everybody                              | M. Fitzgerald                             | Rick Derringer              | 3:13  |
| 8  | Gene Okerlund                                     | Tutti Frutti                               | D. Labostrie, R. Penniman                 | Rick Derringer              | 2:40  |
| 9  | Hillbilly Jim                                     | Don’t Go Messin’ with a Country Boy        | D. Pomus, M. Chapman, J. Dorn             | Joel Dorn                   | 2:49  |
| 10 | Nikolai Volkoff                                   | Cara Mia                                   | T. Trapani, L. Lange                      | Joel Dorn                   | 2:10  |

Zu den einzelnen Titeln
Land of a Thousand Dances ist eine Coverversion des gleichnamigen Songs von Chris Kenner. Die Credit-Angabe enthält Fats Domino, der allerdings tatsächlich nicht am Songwriting beteiligt war und die Credits im Austausch dafür erhielt, den Song aufzunehmen. Der Song war zum einen die erste Singleauskopplung des Albums, zum anderen wurde ein Musikvideo gedreht, in dem neben Rick Derringer, Meat Loaf und Cyndi Lauper (verkleidet) auch zahlreiche Wrestler mitspielten. Tatsächlich war das Musikvideo zur damaligen Zeit ein Novum, spielten doch Heels und Babyfaces Seite an Seite.
Bei Grab Them Cakes trat Vicki Sue Robinson als Gastsängerin auf. Der Song wurde von Dave Wolff in den 1970er Jahren als Disco-Hit geschrieben, jedoch nie veröffentlicht.
Rick Derringers Real American wurde später populär als Einlaufmusik von Hulk Hogan. In den Credits wurde es als Theme für den „US Express“ bezeichnet, ein Tag-Team bestehend aus Barry Windham und Mike Rotundo. Diese verließen jedoch kurz nach der Veröffentlichung des Albums die WWF und wechselten zur National Wrestling Alliance (NWA). So wurde das Stück an Hulk Hogan weitergegeben. Derringer und sein Songwriter-Partner Bernard Kinney hatten es als patriotisches Rockstück geschrieben und zunächst gar nicht als Wrestlingstück geplant. Erst in der Vorbereitung des Albums boten sie es Vince McMahon an.
Jimmy Hart hatte bereits vorher eine erfolgreiche Karriere als Sänger der Band The Gentrys gehabt, wo er auch als Songwriter tätig war. So schrieb er das Lied Eat Your Hart Out, Rick Springfield, eine kleine Anspielung auf den damals sehr populären Popsänger Rick Springfield selbst.
Captain Lou stammt im Original von NRBQ. Auf deren Version ist Lou Albano ebenfalls zu hören und erhielt den Credit für alle Instrumente. Tatsächlich spielt er dort das Leitmotiv von Griegs Morning aus der Peer Gynt Suite.
Hulk Hogan’s Theme war 1985 kurzzeitig die Einlaufmusik für Hulk Hogan und das Titellied der Zeichentrickserie Hulk Hogan's Rock 'n' Wrestling. Die Melodie wurde außerdem für den Song Ravisihing von Bonnie Tylers Album Secret Dreams and Forbidden Fire verwendet.
For Everybody ist tatsächlich ein Cover des Songs Fuck Everybody von Mike Angelo & The Idols, veröffentlicht 1984. Da die WWF versuchte sich als familienfreundlich darzustellen, wurden alle obszönen Inhalte sowie der Songtitel angepasst.
Hillbilly Jims Don’t Go Messin’ with a Country Boy wurde in der Hit Factory in New York City aufgenommen. Es handelte sich um einen Novelty Song, der von Marshall Chapman und Doc Pomus nach eigenen Angaben innerhalb von 15 Minuten geschrieben wurde. Die Inspiration kam durch das Lied The Ballad of Davy Crockett. Eric Weisberg (Dueling Banjos) spielte die Geige ein. Zunächst abgeschreckt von dem überaus dümmlichen Text konnte sich Hillbilly Jim letztlich doch damit arrangieren und verwendete den Titel sogar später als Eröffnungstitel für seine Radioshow Hillbilly Jim's Moonshine Matinee auf Sirius Satellite Radio.
Cara Mia von Nikolai Volkoff ist quasi der Rausschmeißer des Albums. Volkoff verhöhnt dabei zunächst die westliche Musik und beginnt dann die Hymne der Sowjetunion anzustimmen, worauf McMahon und Okerlund das Mikrofon ausstellen. Anschließend versucht Ventura die beiden zu überzeugen, ein gemeinsames Lied an das Ende zu setzen, doch die beiden flüchten und lassen ihn alleine im Studio zurück.

## Besetzung
- Rick Derringer: Bass, Keyboard, Gitarre
- Peter Strode: Gitarre
- Vernie Taylor: Gitarre
- Sid McGinnis: Gitarre
- Howard Cloud: Bass
- Charlie Brown: Akustische Gitarre
- John Beal: Akustische Bassgitarre
- Rick Bova: Keyboards
- Bernard Kenny: Keyboards
- Katie Webster: Klavier
- Roy Battan: Klavier
- Myles Chase: Klavier, Synthesizer
- George Pavlis: Keyboards
- Larry Fast: Keyboard Programming
- Jimmy Bralower: Schlagzeug
- Roy Markowitz: Schlagzeug auf Cara Mia
- Jerry Moll: Perkussion
- Lenny Pickett, Eric Weisberg: Geige, Banjo, Maultrommel
- Kenny Kosell: Geige
- Paul Prestopino: Mandoline, Dobro
- Lou Albano: alle Instrumente auf Captain Lou’s History of Music

## Singleauskopplungen
Insgesamt wurden drei Singles aus dem Album ausgekoppelt, bei allen drei gibt es Versionen mit Captain Lou's History of The World / Captain Lou als B-Seite. Land of 1,000 Dances?!!? war die erste Single des Albums und erschien in mehreren Versionen, darunter eine 12’’- und eine 7’’-Version, die einen Remix des Stückes enthielt, die von Shep Pettibone angefertigt wurde.
1. Land of 1,000 Dances?!!? (Dance Version) – 7:00
2. Land of 1,000 Dances?!!? (Dub Instrumental) – 5:58

Es folgte Grab Them Cakes, das auf dem Single-Cover als Interpreten Junkyard Dog with Vicki Sue Robinson auswies. Auch hier fertigte Shep Pettibone einen Remix an.
1. Grab Them Cakes – 5:50
2. Grab Them Cakes (Dub Instrumental) – 4:56

Hillbilly Jims Don’t Go Messin’ With a Country Boy war die letzte Singleauskopplung. Keiner Single gelang es in die Charts zu kommen.

## Erfolg und Rezeption
Das Album erreichte in den Billboard 200 Platz 84. Das Album war damit so erfolgreich, dass 1987 unter dem Titel Piledriver – The Wrestling Alnum II ein Sequel veröffentlicht wurde. Dave Wolff gewann später einen Slammy Award (eine kurzlebige WWF-Version des Oscars) für die Produktion des Albums, das sich Schätzungen nach mehr als 400.000 mal verkaufte. In Kanada wurde das Album mit einer Goldenen Schallplatte ausgezeichnet.
Tatsächlich wurde das Album von der damaligen Kritik als minderwertig angesehen. So schloss das bekannte Billboard-Magazin mit dem Fazit „Für Sänger sind sie ganz gute Wrestler“. Auch 30 Jahre später ist das Fazit, dass es sich um ein sehr schlechtes Album handele, so kommentierte der Rolling Stone 2015 das 30-jährige Jubiläum des Albums. Allerdings sei dies völlig egal, da das Album sehr unterhaltsam und der Beginn einer Serie von weiteren Musikveröffentlichungen der WWF beziehungsweise heutigen WWE gewesen sei. Zudem erschien das Album zu einem Zeitpunkt, als das Wrestling-Business im Umbruch war: Vince McMahon hatte gerade die WWF übernommen und drei Jahre später sollte „Hulkamania“ den vorläufigen Höhepunkt des Wrestlings einleiten.

## Neuveröffentlichungen
1985 erschienen sowohl LP als auch die CD-Version des Albums. Eine Neuveröffentlichung, allerdings ohne Bonustracks, erschien 1998 über Koch Records. Anlässlich des Record Store Days 2015 wurde sowohl The Wrestling Album als auch seine Fortsetzung Piledriver als Doppel-LP auf rotem und blauem Vinyl erneut veröffentlicht.